# Герб Осинового
Герб Оси́нового — один з офіційних символів села Осиново, Куп'янський район Харківської області, затверджений рішенням сесії Осинівської сільської ради.

## Опис
Щит розтятий у перев'яз зліва на зелене і червоне. На першій частині срібна осикова гілка з сімома (по числу населених пунктів) листочками, на другій золотий глек, з якого ллється срібна вода. Герб облямований декоративним картушем і прикрашений сільською короною.